# Новелліно
«Новеліно» — анонімний збірник коротких оповідань кінця XIII або початку XIV століття, пам'ятник італійської прози. З'явився не раніше 1281 року — дата визначена за новелою, в якій йдеться про відомого юриста Франческо д'Аккорсо, що повернувся з Англії. Відомо, що д'Аккорсо викладав в Англії в 1273—1281 роках. Найбільш ймовірний період складання збірки — 90-ті роки XIII ст. Автор збірки невідомий, мабуть «Новеліно» — зборка з декількох першоджерел, в ньому помітний вплив античних авторів, провансальської та арабської літератури. Розповіді мають як історичний, так і анекдотичний зміст, є значна кількість «мандрівних» сюжетів.